# Drugie życie doktora Murka
Drugie życie doktora Murka – powieść Tadeusza Dołęgi-Mostowicza z 1936 roku, będąca kontynuacją powieści Doktor Murek zredukowany, opowiadającej o losach Franciszka Murka.

## Treść
Doktor Murek, który w poprzedniej części wskutek fałszywego oskarżenia stracił pracę i popadł w nędzę, ulega namowom kumpli poznanych w noclegowniach i bierze udział w napadzie. Jednak dochodzi do wniosku, że nie nadaje się na bandytę. Ukrywając się, wpada na pomysł, że mógłby zarabiać na życie przepowiadaniem przyszłości. Okazuje się, że ma do tego naturalny talent i zaczyna robić karierę jako jasnowidz. W pewnym momencie jego głównym klientem staje się Seweryn Czaban, którego dom był celem napadu, w którym wziął udział Murek. Czaban jest zafascynowany możliwościami wróżbity, w które święcie wierzy.

## Adaptacje
Cykl powieści o doktorze Murku cieszył się dużym powodzeniem wśród czytelników. Był też dwukrotnie ekranizowany i powstała adaptacja radiowa:
- Doktór Murek – film  z 1939 roku z Franciszkiem Brodniewiczem w roli tytułowej
- Doktor Murek – 12-odcinkowy serial radiowy z 1978 roku, reż. Juliusz Owidzki, w roli głównej Roman Wilhelmi[1]
- Doktor Murek – 7-odcinkowy serial telewizyjny z 1979 roku, w roli głównej Jerzy Zelnik